# Квасов, Алексей Григорьевич
Алексе́й Григо́рьевич Ква́сов (род. 10 апреля 1956) — российский дипломат. Чрезвычайный и полномочный посланник 1 класса (2000).

## Биография
Окончил Московский государственный университет (1978), аспирантуру Института США и Канады АН СССР (1981) и факультет повышения квалификации при Дипломатической академии МИД СССР (1991). Владеет английским, испанским и французским языками.
- В 1978—1990 годах — сотрудник Института США и Канады АН СССР.
- В 1991—1996 годах — первый заместитель директора Департамента Северной Америки МИД России.
- С 5 июня 1996 по 12 августа 2000 года — чрезвычайный и полномочный посол Российской Федерации в Чили[1][2].
- В 2000—2002 годах — заместитель директора, начальник Экономического отдела Департамента Северной Америки МИД России.
- В 2002—2010 годах — исполнительный директор от России в Международном банке реконструкции и развития и Многостороннем агентстве по гарантиям инвестиций.
- В 2011 году — советник заместителя председателя правительства и министра финансов России.
- С 2012 года — заместитель начальника экспертного управления Администрации президента России, российский шерпа (представитель президента РФ) в «Большой восьмёрке».

## Дипломатический ранг
- Чрезвычайный и полномочный посланник 2 класса (10 декабря 1995)[3].
- Чрезвычайный и полномочный посланник 1 класса (8 августа 2000)[4].

## Награды
- Орден Дружбы (24 сентября 2007 года) — За достигнутые трудовые успехи и многолетнюю добросовестную работу[5].
- Медаль «За вклад в создание Евразийского экономического союза» III степени (8 мая 2015 года, Высший совет Евразийского экономического союза)[6].
- Медаль «За вклад в развитие Евразийского экономического союза» (29 мая 2019 года, Высший совет Евразийского экономического союза)[7].

## Семья
Женат, имеет дочь. 